# Jürgen Köditz
Jürgen Köditz (* 28. Juli 1939 in Jena) ist ein deutscher Schriftsteller.

## Leben
Köditz wuchs in Jena auf, ging dort bis zur 8. Klasse in die Schule und erlernte den Beruf eines Bauschlossers, in dem er anschließend arbeitete. Seit 1964 wirkte er im Zirkel Schreibender Arbeiter im VEB Carl Zeiss Jena. 1969 gehörte er zu den ersten Fernstudenten des Instituts für Literatur Johannes R. Becher. Im Folgejahr wechselte er zum Direktstudium, welches er 1973 abschloss. Er stand in Kontakt zum Arbeitskreis Junge Literatur von Lutz Rathenow und Jürgen Fuchs, war Gründungsmitglied des Autorenzentrums Gera und der Jenaer Autorengruppe. Köditz wurde durch das Ministerium für Staatssicherheit überwacht. Von den dadurch gemachten Erfahrungen berichtet er im Buch Ein Leben im Bilderbuch-Sozialismus. Arbeiterschriftsteller Staatsfeind. Er war mehrere Jahre in der Arbeitsgemeinschaft zum Schutz einheimischer Orchideen tätig. Von 2006 bis 2016 lebte er in Brasilien auf der Insel Itaparica. Dort schuf er sich nach eigenen Angaben mit viel Fleiss und Schweiss ein buntes Blütenparadies. So schrieb er auch ein Sachbuch zur Pflege von Orchideen. Köditz lebt in Jena.

## Werk (Auswahl)

### Lyrik
- Schweißer. Gedicht, in: Das Uns Gemässe. Lyrik-Anthologie schreibender Arbeiter. 1970, S. 28.
- Unsere Sinfonie. In: Jupp Müller (Hrsg.), Wer bist du, der du schreibst? Lyrik schreibender Arbeiter. Verlag Tribüne, Berlin 1972.
- Meine Blaujackenzeit. Gedichte. Verlag Tribüne, Berlin 1976.

### Aphorismen
- Spitzensalat. Aphorismen. Eulenspiegel-Verlag, Berlin 1989, ISBN 978-3-359-00331-1.
- Schmelztiegel, Aphorismen und Sentenzen. IKS Garamond, Jena 2002, ISBN 978-3-934601-50-5.

### Kurzerzählungen
- Die Jesus-Leiche unterm Weihnachtsbaum. Brasilianische Weihnachtskrimi-Geschichten. BookRix, München 2016, ISBN 978-3-7396-6493-4.

- Lebensg,efährliche und lustige Tiergeschichten: Giftschlangen und lustiges Hundetreiben. Independently published 2017, ISBN 978-1-5204-4168-9.

### Sachbuch
- Blühendes Orchideen-Prachtfenster. Wichtige Ratschläge Orchideen pflegen und kaufen. Independently published, 2017, ISBN 978-1-5204-7902-6.

### Weiteres
- Ein Leben im Bilderbuch-Sozialismus. Arbeiterschriftsteller Staatsfeind. BookRix, München 2015, ISBN 978-3-7368-9191-3.
- 1000 unglaubliche Wunder. Positives Denken. BookRix, München 2015, ISBN 978-3-7368-8477-9.
- 1000 verrückte Tausendsassa-Sprüche. Witzig zugespitztes Autobiografisches. BookRix, München 2015, ISBN 978-3-7368-9446-4.
- Unkraut-Demokratie. Gesellschaftskritische Sprüche und Betrachtungen. BookRix, München 2015, ISBN 978-3-7396-6440-8.